# 齊魯阿努曼迪迪區
齊魯阿努曼迪迪區，是馬達加斯加的行政區，位於該國西北部，由博愛尼區負責管轄，首府設於齊魯阿努曼迪迪，面積8,977平方公里，2011年人口309,771，人口密度每平方公里35人。